# Monte Diablo
Monte Diablo é uma montanha situada no Condado de Contra Costa, Califórnia, na área da baía de São Francisco, localizada ao sul da cidade de Clayton e ao nordeste da cidade de Danville. Se trata de um pico isolado de 3 864 pés (1 178 m), visível da maior parte da área da baía de São Francisco e grande parte do norte da Califórnia.

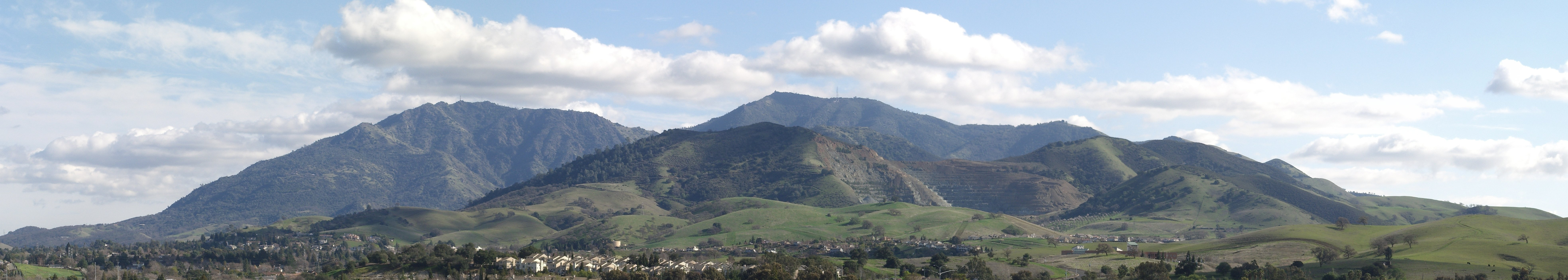
Vista do Monte Diablo de Concord, o pico principal está à direita, à esquerda North Peak e Mount Zion no centro.